# Catadysia rosulans
Catadysia es un género monotípico de plantas fanerógamas, pertenecientes a la familia Brassicaceae. Su única especie: Catadysia rosulans es originaria de Perú.

## Taxonomía
Catadysia rosulans fue descrita por Otto Eugen Schulz  y publicado en Notizblatt des Botanischen Gartens und Museums zu Berlin-Dahlem 10: 559. 1929.